# Diva TV
Diva TV – brytyjska stacja telewizyjna o tematyce lajfstajlowej, należąca do NBC Universal. Wystartowała 1 października 2007 roku. 
Na tej stacji telewizyjnej można zobaczyć przeważnie programy dla kobiet, m.in. The Ellen DeGeneres Show, The Oprah Winfrey Show i The Real Housewives of Orange County.
Kanał dostępny jest na platformie cyfrowej Sky Digital (kanał 269) i w sieci kablowej Virgin Media (kanał 164). 
Istnieje również wersja timeshift tego kanału pod nazwą Diva TV +1.